# La colomba bianca
La colomba bianca (Holubice) è un film del 1960 diretto da František Vláčil, al suo primo lungometraggio. La pellicola è stata presentata in concorso alla 21ª Mostra internazionale d'arte cinematografica di Venezia.

## Trama
Alcuni piccioni viaggiatori vengono rilasciati nel Nord della Francia. Una colomba bianca è attesa invano sull'isola di Fehmarn nel Baltico dalla sua proprietaria, la dodicenne Susanne, che si dispera perché non la vede arrivare. La colomba, a seguito di una tempesta, ha perso l'orientamento e si ritrova a Praga. Qui, mentre è sul tetto in vetro di una mansarda, la sua immagine si riflette sulla tela del pittore Martin, che comincia a dipingerla, quando un colpo di fucile la ferisce. Martin raccoglie la bestiola ferita e la porta da Michal, un bambino che abita nel suo steso condominio e che è costretto su una sedia a rotelle in seguito a una caduta, sebbene la sua incapacità di camminare sia di natura psicosomatica, in ragione delle prese in giro subite dai compagni. Martin vede il fucile ad aria compressa di Michal e capisce che è stato lui a sparare (per noia) il colpo che ha accidentalmente colpito la colomba. Resosi conto della sua colpa, il bambino inizia ad accudire l'uccello ferito.
Martin, grazie alla targhetta identificativa sulla zampetta del volatile, riesce a risalire alla proprietaria, Susanne, alla quale invia il suo dipinto ispirato dalla colomba, ma fatica a convincere Michal a lasciar libera la colomba bianca, frattanto completamente ristabilitasi. Il processo di guarigione dell'animale coincide con quello di Michal, che recupera l'uso delle gambe.
L'artista lavora ora su un'opera plastica in argilla avente Michal per soggetto, raffigurato seduto e nell'atto di alzarsi. Per spronare il bambino a fare la cosa giusta con la colomba, taglia col fil di ferro la faccia alla statua. Quando Michal vede la sua scultura, che si trova sul tetto del condominio, così ridotta, comprende il motivo del gesto di Martin e poggia il volatile nell'incavo della mano d'argilla. La colomba vola via, per tornare a casa da Susanne che l'aspetta, perdendo nel battere le ali una magnifica penna. Michal, con le lacrime agli occhi, prende l'ascensore e corre in strada per raccogliere la penna, circondato dagli altri fanciulli del vicinato. La statua di Michal ha di nuovo la sua faccia.

## Analisi critica
Piuttosto che cercare di rappresentare la vicenda secondo le modalità classiche del racconto, Vláčil predilige, con l'uso di immagini altamente poetiche, esprimere lo stato emotivo dei suoi personaggi. Coadiuvato dal direttore della fotografia, Jan Čuřík, dalle musiche di Zdeněk Liška, e con l'ausilio dei lavori pittorici e scultorei di Theodor Pištěk, il regista riesce nell'intento. Vláčil sceglie di comunicare i mondi interiori dei piccoli protagonisti, Susanne e Michal, usando immagini che si muovono lungo linee diametralmente opposte. Mentre il mondo dell'innocente Susanne è pieno di immagini aeree, assolate, aperte, quelle che consegnano allo spettatore il cuore di Michal sono orientate in senso verticale, dall'alto verso il basso, trasmettono un senso di vertigine, indugiano sugli angusti interni del condominio in cui vive, a riflettere lo stato d'animo cupo del ragazzo, la sua tendenza a chiudersi in sé stesso e a fuggire dalla società, in particolare dai coetanei che in passato lo hanno umiliato per la sua condizione fisica. Martin è la voce della sua coscienza. È lui che risveglia in Michal il desiderio di salvare la colomba, ed è sempre lui che, con il supporto di espressioni simboliche, ne favorisce il reinserimento nella comunità, tra i suoi coetanei. Lo stile minimalista del regista, infine, si manifesta nell'uso limitato dei dialoghi, cui fanno da contraltare le tante metafore pittoriche.